# Parafia Świętych Apostołów Piotra i Pawła w Gowarczowie
Parafia Świętych Apostołów Piotra i Pawła w Gowarczowie – jedna z 11 parafii dekanatu koneckiego diecezji radomskiej.

## Historia
Miasto Gowarczów lokowane było na prawie magdeburskim w 1430 przez króla Władysława Jagiełłę na prośbę Krystyna Magiery „umiłowanego żołnierza”, podczaszego sandomierskiego. Parafia i pierwotny kościół drewniany powstały w XIV w. Dziesięciny z wiosek oddawane były dla kolegiaty sandomierskiej. W początku XVI w. w Gowarczowie istniał kościół murowany pw. św. Piotra i św. Floriana. Patronat należał do dziedziców Gowarczowa. Pierwotny kościół murowany wzmiankowany jest w 1511. W 1640 był rozbudowany staraniem Aleksandra i Zofii Korycińskich. Obecny kościół wzniesiono w roku 1774 staraniem Józefa Jabłonowskiego. Konsekrował go bp. Ignacy Kozierowski w 1778. Kościół był odnowiony w 1843, a w latach 1902–1904 znacznie rozbudowany staraniem ks. Antoniego Czarkowskiego. Kościół jest orientowany, tynkowany, dachy ma dwuspadowe, kryte blachą. Parafia erygowana w 1333 roku.
W 2015 roku po ustąpieniu przez proboszcza Eugeniusza Tyburcego parafia otrzymała administratora ks dr. Rafała Piekarskiego, a w maju 2015 roku proboszczem parafii został ks. Marek Maciążek. 

## Proboszczowie
- 1945–1951: ks. Stanisław Krasa[2]
- 1951–1960: ks. Klemens Słapczyński[2]
- 1960–1972: ks. Aleksander Paduszyński[2]
- 1972–1990: ks. Antoni Kociński[2]
- 1990–1991: ks. Zbigniew Towarek[2]
- 1991–2007: ks. kan. Tadeusz Kszczot[2]
- 2007–2015: ks. kan. Eugeniusz Tyburcy[2]
- 2015–2020: ks. Marek Maciążek[2]
- 2020–2022: ks. Piotr Mucha[2]
- od 2022: ks. Dariusz Stańczyk[2][1]

## Zasięg parafii
Do parafii należą wierni mieszkający w miejscowościach: Bernów, Borowiec, Brzeźnica, Giełzów, Gowarczów, Komaszyce, Korytków, Kupimierz, Kurzacze, Miłaków, Morzywół, Rogówek, Ruda Białaczowska, Skrzyszów, Stare Pole i Sielec.